# Julius Magg (Techniker)
Julius Magg (geboren 25. November 1884 in Wilten; gestorben 5. Mai 1931 in Graz) war ein österreichischer Ingenieur und Hochschullehrer, dessen Arbeit maßgeblich zur Weiterentwicklung des Dieselmotors beigetragen hat. Er gilt als Begründer der Grazer Schule des Motorenbaus.

## Leben
Magg wurde als Sohn einer Beamtenfamilie geboren. Sein Vater war der Jurist und Abgeordnete des Abgeordnetenhauses Julius Magg. Er studierte an der Maschinenbauabteilung der Technischen Universität Graz sowie der philosophischen Fakultät der Universität Berlin. Er schloss das Studium mit Auszeichnung ab. 1907 promovierte er zum Dr. der technischen Wissenschaften und arbeitete zunächst bei der Andritzer Maschinenfabrik Graz sowie bei Hantel und Lueg in Düsseldorf. Im Jahr 1910 kehrte er nach Graz zurück und war Privatdozent für theoretische Maschinenlehre, 1911 trat er vertretungsweise die Professur für Thermodynamik an.
In Vöcklabruck lernte er Charlotte Horzeyschny kennen, die in Graz ein Studium der Geographie und Geschichte aufnahm. Julius Magg heiratete Charlotte 1910 in Vöcklabruck. Das Paar hatte keine leiblichen Kinder, adoptierte 1924 aber einen Sohn. 

## Wirken
Zur Zeit des Ersten Weltkrieges erhielt Magg den Auftrag, ein Stahlwerk zu bauen, obwohl er lieber Pilot geworden wäre. Ab 1920 hatte er einen Lehrstuhl für Verbrennungsmotoren und Thermodynamik an der Technischen Universität Graz inne, wo er an Planungen für den Neubau der Fakultät für Maschinenbau mitwirkte, indem er ein Labor für Verbrennungsmotoren einrichtete. Während dieser Zeit lebten Magg und seine Frau in der Parkstraße in Geidorf. 1930 erlitt Magg einen Schlaganfall, daraufhin musste er die Arbeiten an einem in Entwicklung befindlichen Dieselmotor einstellen. Magg starb am 5. Mai 1931 an den Folgen seines Schlaganfalls. Die Arbeiten an Maggs Forschungen wurden unter anderem von Hans List fortgeführt. Der Nachlass Maggs wird im steiermärkischen Landesarchiv aufbewahrt.

## Schriften (Auswahl)
- Steuerungsdiagramm für Viertaktmaschinen in der Zeitschrift des Vereins deutscher Ingenieure, 1913, Band 57, S. 263 ff.
- Die Steuerungen der Verbrennungskraftmaschinen. Springer-Verlag. Berlin. 1914. ISBN 978-3-642-47608-2
- Dieselmaschinen. Grundlagen, Bauarten, Probleme. VDI-Verlag. Berlin. 1928.